# Mã quốc gia: B
- A
- B
- C
- D–E
- F
- G
- H–I
- J–K
- L
- M
- N
- O–Q
- R
- S
- T
- U–Z

## Bahamas
| ISO 3166-1 numeric 044        | ISO 3166-1 alpha-3 BHS | ISO 3166-1 alpha-2 BS              | Tiền tố mã sân bay ICAO MY       |
| Mã E.164 +1 242               | Mã quốc gia IOC BAH    | Tên miền quốc gia cấp cao nhất .bs | Tiền tố đăng ký sân bay ICAO C6- |
| Mã quốc gia di động E.212 364 | Mã ba ký tự NATO BHS   | Mã hai ký tự NATO (lỗi thời) BF    | Mã MARC LOC BF                   |
| ID hàng hải ITU 308, 309, 311 | Mã ký tự ITU BAH       | Mã quốc gia FIPS BF                | Mã biển giấy phép BS             |
| Tiền tố GTIN GS1 —            | Mã quốc gia UNDP BHA   | Mã quốc gia WMO BA                 | Tiền tố callsign ITU C6A-C6Z     |

## Bahrain
| ISO 3166-1 numeric 048        | ISO 3166-1 alpha-3 BHR | ISO 3166-1 alpha-2 BH              | Tiền tố mã sân bay ICAO OB        |
| Mã E.164 +973                 | Mã quốc gia IOC BRN    | Tên miền quốc gia cấp cao nhất .bh | Tiền tố đăng ký sân bay ICAO A9C- |
| Mã quốc gia di động E.212 426 | Mã ba ký tự NATO BHR   | Mã hai ký tự NATO (lỗi thời) BA    | Mã MARC LOC BA                    |
| ID hàng hải ITU 408           | Mã ký tự ITU BHR       | Mã quốc gia FIPS BA                | Mã biển giấy phép BRN             |
| Tiền tố GTIN GS1 608          | Mã quốc gia UNDP BAH   | Mã quốc gia WMO BN                 | Tiền tố callsign ITU A9A-A9Z      |

## Bangladesh
| ISO 3166-1 numeric 050        | ISO 3166-1 alpha-3 BGD | ISO 3166-1 alpha-2 BD              | Tiền tố mã sân bay ICAO VG       |
| Mã E.164 +880                 | Mã quốc gia IOC BAN    | Tên miền quốc gia cấp cao nhất .bd | Tiền tố đăng ký sân bay ICAO S2- |
| Mã quốc gia di động E.212 470 | Mã ba ký tự NATO BGD   | Mã hai ký tự NATO (lỗi thời) BG    | Mã MARC LOC BG                   |
| ID hàng hải ITU 405           | Mã ký tự ITU BGD       | Mã quốc gia FIPS BG                | Mã biển giấy phép BD             |
| Tiền tố GTIN GS1 —            | Mã quốc gia UNDP —     | Mã quốc gia WMO BW                 | Tiền tố callsign ITU S2A-S3Z     |

## Barbados
| ISO 3166-1 numeric 052        | ISO 3166-1 alpha-3 BRB | ISO 3166-1 alpha-2 BB              | Tiền tố mã sân bay ICAO TB       |
| Mã E.164 +1 246               | Mã quốc gia IOC BAR    | Tên miền quốc gia cấp cao nhất .bb | Tiền tố đăng ký sân bay ICAO 8P- |
| Mã quốc gia di động E.212 342 | Mã ba ký tự NATO BRB   | Mã hai ký tự NATO (lỗi thời) BB    | Mã MARC LOC BB                   |
| ID hàng hải ITU 314           | Mã ký tự ITU BRB       | Mã quốc gia FIPS BB                | Mã biển giấy phép BDS            |
| Tiền tố GTIN GS1 —            | Mã quốc gia UNDP BAR   | Mã quốc gia WMO BR                 | Tiền tố callsign ITU 8PA-8PZ     |

## Belarus
| ISO 3166-1 numeric 112        | ISO 3166-1 alpha-3 BLR | ISO 3166-1 alpha-2 BY              | Tiền tố mã sân bay ICAO UM       |
| Mã E.164 +375                 | Mã quốc gia IOC BLR    | Tên miền quốc gia cấp cao nhất .by | Tiền tố đăng ký sân bay ICAO EW- |
| Mã quốc gia di động E.212 257 | Mã ba ký tự NATO BLR   | Mã hai ký tự NATO (lỗi thời) BO    | Mã MARC LOC BW                   |
| ID hàng hải ITU 206           | Mã ký tự ITU BLR       | Mã quốc gia FIPS BO                | Mã biển giấy phép BY             |
| Tiền tố GTIN GS1 481          | Mã quốc gia UNDP BYE   | Mã quốc gia WMO BY                 | Tiền tố callsign ITU EUA-EWZ     |

## Bỉ
| ISO 3166-1 numeric 056        | ISO 3166-1 alpha-3 BEL | ISO 3166-1 alpha-2 BE              | Tiền tố mã sân bay ICAO EB       |
| Mã E.164 +32                  | Mã quốc gia IOC BEL    | Tên miền quốc gia cấp cao nhất .be | Tiền tố đăng ký sân bay ICAO OO- |
| Mã quốc gia di động E.212 206 | Mã ba ký tự NATO BEL   | Mã hai ký tự NATO (lỗi thời) BE    | Mã MARC LOC BE                   |
| ID hàng hải ITU 205           | Mã ký tự ITU BEL       | Mã quốc gia FIPS BE                | Mã biển giấy phép B              |
| Tiền tố GTIN GS1 540-549      | Mã quốc gia UNDP BEL   | Mã quốc gia WMO BX                 | Tiền tố callsign ITU ONA-OTZ     |

## Belize
| ISO 3166-1 numeric 084        | ISO 3166-1 alpha-3 BLZ | ISO 3166-1 alpha-2 BZ              | Tiền tố mã sân bay ICAO MZ       |
| Mã E.164 +501                 | Mã quốc gia IOC BIZ    | Tên miền quốc gia cấp cao nhất .bz | Tiền tố đăng ký sân bay ICAO V3- |
| Mã quốc gia di động E.212 702 | Mã ba ký tự NATO BLZ   | Mã hai ký tự NATO (lỗi thời) BH    | Mã MARC LOC BH                   |
| ID hàng hải ITU 312           | Mã ký tự ITU BLZ       | Mã quốc gia FIPS BH                | Mã biển giấy phép BH             |
| Tiền tố GTIN GS1 —            | Mã quốc gia UNDP BZE   | Mã quốc gia WMO BH                 | Tiền tố callsign ITU V3A-V3Z     |

## Bénin
| ISO 3166-1 numeric 204        | ISO 3166-1 alpha-3 BEN | ISO 3166-1 alpha-2 BJ              | Tiền tố mã sân bay ICAO DB       |
| Mã E.164 +229                 | Mã quốc gia IOC BEN    | Tên miền quốc gia cấp cao nhất .bj | Tiền tố đăng ký sân bay ICAO TY- |
| Mã quốc gia di động E.212 616 | Mã ba ký tự NATO BEN   | Mã hai ký tự NATO (lỗi thời) BN    | Mã MARC LOC DM                   |
| ID hàng hải ITU 610           | Mã ký tự ITU BEN       | Mã quốc gia FIPS BN                | Mã biển giấy phép DY             |
| Tiền tố GTIN GS1 —            | Mã quốc gia UNDP BEN   | Mã quốc gia WMO BJ                 | Tiền tố callsign ITU TYA-TYZ     |

## Bermuda
| ISO 3166-1 numeric 060        | ISO 3166-1 alpha-3 BMU | ISO 3166-1 alpha-2 BM              | Tiền tố mã sân bay ICAO TX         |
| Mã E.164 +1 441               | Mã quốc gia IOC BER    | Tên miền quốc gia cấp cao nhất .bm | Tiền tố đăng ký sân bay ICAO VR-B- |
| Mã quốc gia di động E.212 350 | Mã ba ký tự NATO BMU   | Mã hai ký tự NATO (lỗi thời) BD    | Mã MARC LOC BM                     |
| ID hàng hải ITU 310           | Mã ký tự ITU BER       | Mã quốc gia FIPS BD                | Mã biển giấy phép —                |
| Tiền tố GTIN GS1 —            | Mã quốc gia UNDP BER   | Mã quốc gia WMO BE                 | Tiền tố callsign ITU —             |

## Bhutan
| ISO 3166-1 numeric 064        | ISO 3166-1 alpha-3 BTN | ISO 3166-1 alpha-2 BT              | Tiền tố mã sân bay ICAO VQ               |
| Mã E.164 +975                 | Mã quốc gia IOC BHU    | Tên miền quốc gia cấp cao nhất .bt | Tiền tố đăng ký sân bay ICAO A5-         |
| Mã quốc gia di động E.212 402 | Mã ba ký tự NATO BTN   | Mã hai ký tự NATO (lỗi thời) BT    | Mã MARC LOC BT                           |
| ID hàng hải ITU 410           | Mã ký tự ITU BTN       | Mã quốc gia FIPS BT                | Mã biển giấy phép BHT (không chính thức) |
| Tiền tố GTIN GS1 —            | Mã quốc gia UNDP BHU   | Mã quốc gia WMO B2                 | Tiền tố callsign ITU A5A-A5Z             |

## Bolivia
| ISO 3166-1 numeric 068        | ISO 3166-1 alpha-3 BOL | ISO 3166-1 alpha-2 BO              | Tiền tố mã sân bay ICAO SL       |
| Mã E.164 +591                 | Mã quốc gia IOC BOL    | Tên miền quốc gia cấp cao nhất .bo | Tiền tố đăng ký sân bay ICAO CP- |
| Mã quốc gia di động E.212 736 | Mã ba ký tự NATO BOL   | Mã hai ký tự NATO (lỗi thời) BL    | Mã MARC LOC BO                   |
| ID hàng hải ITU 720           | Mã ký tự ITU BOL       | Mã quốc gia FIPS BL                | Mã biển giấy phép BOL            |
| Tiền tố GTIN GS1 777          | Mã quốc gia UNDP BOL   | Mã quốc gia WMO BO                 | Tiền tố callsign ITU CPA-CPZ     |

## Bosna và Hercegovina
| ISO 3166-1 numeric 070        | ISO 3166-1 alpha-3 BIH | ISO 3166-1 alpha-2 BA              | Tiền tố mã sân bay ICAO LQ       |
| Mã E.164 +387                 | Mã quốc gia IOC BIH    | Tên miền quốc gia cấp cao nhất .ba | Tiền tố đăng ký sân bay ICAO T9- |
| Mã quốc gia di động E.212 218 | Mã ba ký tự NATO BIH   | Mã hai ký tự NATO (lỗi thời) BK    | Mã MARC LOC BN                   |
| ID hàng hải ITU 478           | Mã ký tự ITU BIH       | Mã quốc gia FIPS BK                | Mã biển giấy phép BIH            |
| Tiền tố GTIN GS1 387          | Mã quốc gia UNDP BIH   | Mã quốc gia WMO BG                 | Tiền tố callsign ITU E7A-E7Z     |

## Botswana
| ISO 3166-1 numeric 072        | ISO 3166-1 alpha-3 BWA | ISO 3166-1 alpha-2 BW              | Tiền tố mã sân bay ICAO FB            |
| Mã E.164 +267                 | Mã quốc gia IOC BOT    | Tên miền quốc gia cấp cao nhất .bw | Tiền tố đăng ký sân bay ICAO A2-      |
| Mã quốc gia di động E.212 652 | Mã ba ký tự NATO BWA   | Mã hai ký tự NATO (lỗi thời) BC    | Mã MARC LOC BS                        |
| ID hàng hải ITU 611           | Mã ký tự ITU BOT       | Mã quốc gia FIPS BC                | Mã biển giấy phép BW                  |
| Tiền tố GTIN GS1 —            | Mã quốc gia UNDP BOT   | Mã quốc gia WMO BC                 | Tiền tố callsign ITU 8OA-8OZ, A2A-A2Z |

## Đảo Bouvet
| ISO 3166-1 numeric 074        | ISO 3166-1 alpha-3 BVT | ISO 3166-1 alpha-2 BV              | Tiền tố mã sân bay ICAO —        |
| Mã E.164 —                    | Mã quốc gia IOC —      | Tên miền quốc gia cấp cao nhất .bv | Tiền tố đăng ký sân bay ICAO LN- |
| Mã quốc gia di động E.212 242 | Mã ba ký tự NATO BVT   | Mã hai ký tự NATO (lỗi thời) BV    | Mã MARC LOC BV                   |
| ID hàng hải ITU —             | Mã ký tự ITU BVT       | Mã quốc gia FIPS BV                | Mã biển giấy phép —              |
| Tiền tố GTIN GS1 —            | Mã quốc gia UNDP —     | Mã quốc gia WMO BV                 | Tiền tố callsign ITU —           |

## Brasil
| ISO 3166-1 numeric 076        | ISO 3166-1 alpha-3 BRA | ISO 3166-1 alpha-2 BR              | Tiền tố mã sân bay ICAO SB, SD, SN, SS, SW      |
| Mã E.164 +55                  | Mã quốc gia IOC BRA    | Tên miền quốc gia cấp cao nhất .br | Tiền tố đăng ký sân bay ICAO PP-, PR-, PT-, PU- |
| Mã quốc gia di động E.212 724 | Mã ba ký tự NATO BRA   | Mã hai ký tự NATO (lỗi thời) BR    | Mã MARC LOC BL                                  |
| ID hàng hải ITU 710           | Mã ký tự ITU B         | Mã quốc gia FIPS BR                | Mã biển giấy phép BR                            |
| Tiền tố GTIN GS1 789-790      | Mã quốc gia UNDP BRA   | Mã quốc gia WMO BZ                 | Tiền tố callsign ITU PPA-PYZ, ZVA-ZZZ           |

## Lãnh thổ Ấn Độ Dương (Anh)
| ISO 3166-1 numeric 086      | ISO 3166-1 alpha-3 IOT | ISO 3166-1 alpha-2 IO              | Tiền tố mã sân bay ICAO FJ      |
| Mã E.164 +246               | Mã quốc gia IOC —      | Tên miền quốc gia cấp cao nhất .io | Tiền tố đăng ký sân bay ICAO G- |
| Mã quốc gia di động E.212 — | Mã ba ký tự NATO IOT   | Mã hai ký tự NATO (lỗi thời) IO    | Mã MARC LOC BI                  |
| ID hàng hải ITU —           | Mã ký tự ITU BIO       | Mã quốc gia FIPS IO                | Mã biển giấy phép —             |
| Tiền tố GTIN GS1 —          | Mã quốc gia UNDP —     | Mã quốc gia WMO BT                 | Tiền tố callsign ITU —          |

## Brunei
| ISO 3166-1 numeric 096        | ISO 3166-1 alpha-3 BRN | ISO 3166-1 alpha-2 BN              | Tiền tố mã sân bay ICAO WB       |
| Mã E.164 +673                 | Mã quốc gia IOC BRU    | Tên miền quốc gia cấp cao nhất .bn | Tiền tố đăng ký sân bay ICAO V8- |
| Mã quốc gia di động E.212 528 | Mã ba ký tự NATO BRN   | Mã hai ký tự NATO (lỗi thời) BX    | Mã MARC LOC BX                   |
| ID hàng hải ITU 508           | Mã ký tự ITU BRU       | Mã quốc gia FIPS BX                | Mã biển giấy phép BRU            |
| Tiền tố GTIN GS1 623          | Mã quốc gia UNDP BRU   | Mã quốc gia WMO BD                 | Tiền tố callsign ITU V8A-V8Z     |

## Bulgaria
| ISO 3166-1 numeric 100        | ISO 3166-1 alpha-3 BGR | ISO 3166-1 alpha-2 BG              | Tiền tố mã sân bay ICAO LB       |
| Mã E.164 +359                 | Mã quốc gia IOC BUL    | Tên miền quốc gia cấp cao nhất .bg | Tiền tố đăng ký sân bay ICAO LZ- |
| Mã quốc gia di động E.212 284 | Mã ba ký tự NATO BGR   | Mã hai ký tự NATO (lỗi thời) BU    | Mã MARC LOC BU                   |
| ID hàng hải ITU 207           | Mã ký tự ITU BUL       | Mã quốc gia FIPS BU                | Mã biển giấy phép BG             |
| Tiền tố GTIN GS1 380          | Mã quốc gia UNDP BUL   | Mã quốc gia WMO BU                 | Tiền tố callsign ITU LZA-LZZ     |

## Burkina Faso
| ISO 3166-1 numeric 854        | ISO 3166-1 alpha-3 BFA | ISO 3166-1 alpha-2 BF              | Tiền tố mã sân bay ICAO DF       |
| Mã E.164 +226                 | Mã quốc gia IOC BUR    | Tên miền quốc gia cấp cao nhất .bf | Tiền tố đăng ký sân bay ICAO XT- |
| Mã quốc gia di động E.212 613 | Mã ba ký tự NATO BFA   | Mã hai ký tự NATO (lỗi thời) UV    | Mã MARC LOC UV                   |
| ID hàng hải ITU 633           | Mã ký tự ITU BFA       | Mã quốc gia FIPS UV                | Mã biển giấy phép BF             |
| Tiền tố GTIN GS1 —            | Mã quốc gia UNDP BKF   | Mã quốc gia WMO HV                 | Tiền tố callsign ITU XTA-XTZ     |

## Myanmar
| ISO 3166-1 numeric 104        | ISO 3166-1 alpha-3 MMR | ISO 3166-1 alpha-2 MM              | Tiền tố mã sân bay ICAO VB, VY        |
| Mã E.164 +95                  | Mã quốc gia IOC MYA    | Tên miền quốc gia cấp cao nhất .mm | Tiền tố đăng ký sân bay ICAO XY-, XZ- |
| Mã quốc gia di động E.212 414 | Mã ba ký tự NATO MMR   | Mã hai ký tự NATO (lỗi thời) BM    | Mã MARC LOC BR                        |
| ID hàng hải ITU 506           | Mã ký tự ITU BRM       | Mã quốc gia FIPS BM                | Mã biển giấy phép BUR                 |
| Tiền tố GTIN GS1 —            | Mã quốc gia UNDP MYA   | Mã quốc gia WMO BM                 | Tiền tố callsign ITU XYA-XZZ          |

## Burundi
| ISO 3166-1 numeric 108        | ISO 3166-1 alpha-3 BDI | ISO 3166-1 alpha-2 BI              | Tiền tố mã sân bay ICAO HB       |
| Mã E.164 +257                 | Mã quốc gia IOC BDI    | Tên miền quốc gia cấp cao nhất .bi | Tiền tố đăng ký sân bay ICAO 9U- |
| Mã quốc gia di động E.212 642 | Mã ba ký tự NATO BDI   | Mã hai ký tự NATO (lỗi thời) BY    | Mã MARC LOC BD                   |
| ID hàng hải ITU 609           | Mã ký tự ITU BDI       | Mã quốc gia FIPS BY                | Mã biển giấy phép RU             |
| Tiền tố GTIN GS1 —            | Mã quốc gia UNDP BDI   | Mã quốc gia WMO BI                 | Tiền tố callsign ITU 9UA-9UZ     |